# Eugène-Melchior de Vogüé
Eugène-Melchior de Vogüé, celým jménem Marie-Eugène-Melchior de Vogüé (25. února 1848 Nice – 24. března 1910 Paříž), byl francouzský literát, orientalista, diplomat a politik. Jako popularizátor ruské literatury a ruské duše ve Francii je známý jako autor knihy Le Roman russe (1886) a článků o předních ruských spisovatelích 19. století: Alexandru Puškinovi, Nikolaji Gogolovi, Fjodoru Dostojevském a Lvu Tolstém.

## Život
De Vogüé vyrůstal na zámku Château de Gourdan v obci Saint-Clair nedaleko Annonay. Dobrovolně se přihlásil do boje v prusko-francouzské válce (1870/1871) a byl zraněn v bitvě u Sedanu. Po uzdravení zahájil diplomatickou kariéru jako atašé velvyslanectví v Konstantinopoli pod vedením svého strýce Melchiora de Vogüé. Poté sloužil jako tajemník velvyslanectví v Káhiře a Petrohradu, kde se 25. ledna 1878 v kapli carského Zimního paláce oženil s Alexandrou Annenkovovou, dcerou generála Nikolaje Annenkova a sestrou Michaila Nikolajeviče Annenkova, stavitele Transkaspické železnice. Pár měl tři syny.
De Vogüé opustil diplomatické služby v roce 1882 a začal psát. Už jako diplomat vydal dvě důležité knihy, Syrie, Palestine, Mont Athos (1876) a Histoires orientales (1880), než v roce 1886 napsal své hlavní dílo Le Roman russe, které dlouho formovalo obraz intelektuální ruské vyšší třídy ve Francii a zviditelnilo ruskou literární tvorbu 19. století ve Francii. Jeho romány Le Maître de la Mer a Les Morts qui parlent byly později zařazeny do antologie Collection Nelson. Přeložil také řadu ruských autorů do francouzštiny a zviditelnil Dostojevského širšímu francouzskému publiku. V pouhých 40 letech byl v roce 1888 zvolen do Francouzské akademie. Od roku 1889 byl členem korespondentem Ruské akademie věd v Petrohradu. De Vogüé pravidelně psal pro Revue des Deux Mondes a Journal des débats.
V letech 1893 až 1898 byl zástupcem departmentu Ardèche ve francouzské Poslanecké sněmovně. V této době se zaměřoval především na podporu katolického sociálního učení Lva XIII. ve Třetí Francouzské republice a francouzské koloniální politiky. Jako odpůrce Dreyfusova hnutí byl na přelomu století členem protidreyfusovské Ligy francouzské strany Patrie.

## Dílo
| - Syrie, Palestine, Mont-Athos, 1876 - Vangehli, 1877 - Boulacq et Saqquarah, 1879 - Chez les Pharaons, 1879 - Histoires orientales, 1880 - Les Portraits du siècle, 1883 - Le fils de Pierre le Grand, 1884 - Mazeppa, 1884 - Histoires d’hiver, 1885 - Le Roman russe, 1886 - Souvenirs et visions, 1887 - Le portrait du Louvre, 1888 - Remarques sur l’exposition du centenaire, 1889 - Le manteau de Joseph Olenine, 1890 | - Spectacles contemporains, 1891 - Regards historiques et littéraires, 1892 - Heures d’histoire, 1892 - Cœurs russes, 1893 - Notes sur le Bas-Vivarais, 1893 - Cœurs russes, 1894 - Devant le siècle, 1896 - Jean d'Agrève, 1897 - Histoire et poésie, 1898 - Les morts qui parlent, 1899 - Le rappel des ombres, 1900 - Pages d’Histoire, 1902 - Le Maître de la mer, 1903 - Sous l'horizon, 1904 - Maxime Gorki, 1905 - Les Routes, 1910 - Journal du vicomte Eugène-Melchior de Vogüé : Paris, Saint-Pétersbourg 1877-1883, publié par Félix de Vogüé, Grasset, Les Cahiers Verts, 1932 - À toute vapeur vers Samarcande, 2015 (Lettres d'Eugène-Melchior de Vogüé de 1888 décrivant les transformations de l’Asie centrale entraînées par la construction du chemin de fer Transcaspien) |